# Džamšedži Tata
Džamšedži Nuservandži Tata (3. mart 1839 – 19. maj 1904) bio je indijski pionirski industrijalac, koji je osnovao Tata grupu, indijsku najveću konglomeratnu kompaniju. On je osnovao je ono što će kasnije postati Tata Grupa kompanija. Tata se smatra legendarnim „ocem indijske industrije”. On je bio toliko uticajan u svetu industrije da je Džavaharlal Nehru nazivao Tatu jednočlanom planskom komisijom.
„Kad morate prevodite u akciji, u idejama - demonstrate liderstvo koje se ne uklapa u samu misaonu klimu - to je prava hrabrost, fizička ili mentalna ili duhovna, nazovite je onom što vam se dopada, i to je vrsta hrabrosti i vizije koju je pokazao Džamšedži Tata. S pravom trebamo da odajemo počast njegovom liku i da ga pamtimo kao jednog od velikih osnivača moderne Indije.” —Džavaharlal Nehru.
Tata, koji je u svom ranom životu bio trgovac, nastavio je da menja poslovni svet Indije kroz svoje brojne poduhvate u industriji pamuka i sirovog gvožđa, i poznat je kao jedan od najznačajnijih graditelja moderne indijske ekonomije. Među njegovim brojnim dostignućima, Tata je zapažen po kompaniji Tata željezare i čeličane u Džamšedpuru. Pored Tata željezare i čeličane, on je nastavio da uspostavlja preduzeća u mnogim drugim oblastima koja su bila osnova modernog indijskog poslovanja.

## Detinjstvo i mladost
Džamšedži Tata je rođen od oca Nuservandži i majke Dživanbaj Tata 3. marta 1839. godine u Navsariju, gradu na jugu Gujarata. Džamšedži Tata i njegova porodica bili su deo manjinske grupe Zoroastrinaca, ili Parsija, koji su u Indiju došli bežeći od progona Zoroastrinaca u Iranu. On je rođen u uglednoj, ali siromašnoj porodici sveštenika. Njegov otac, Nuservandži, bio je prvi biznismen u porodici zoroastrinskih sveštenika. On je prekinuo tradiciju i postao prvi član porodice koji je započeo biznis. On je osnovao izvoznu trgovinsku firmu u Mumbaju. Za razliku od drugih Zoroastrinaca, Džamšedži Tata je imao formalno zapadnjačko obrazovanje, jer su njegovi roditelji od njegovih malih nogu videli da je nadaren sposobnošću za mentalnu aritmetiku. Međutim, da bi imao modernije obrazovanje, kasnije je poslat u Bombaj.
Džamšedži Tata se pridružio ocu u Mumbaiju sa 14 godina i upisao se na Elfinston koledž završivši obrazovanje kao 'zeleni učenjak' (što je ekvivalentno diplomiranom studentu). On je bio oženjen sa Hirabaj Dabu, još dok je bio student.
Nakon što je diplomirao na Elfinston koledžu u Bombaju 1858. godine, pridružio se izvoznoj kompaniji svog oca i uglavnom je pomogao da se osnuju njeni snažni ogranci u Japanu, Kini, Evropi i Sjedinjenim Državama. To je bilo turbulentno vreme za započinjanje posla s obzirom da je britansku vladu upravo potisnula Indijska pobuna 1857. godine. Tata je redovno putovao u Kinu kako bi se obrazovao o trgovinskom biznisu opijumom, koji je u to vreme bujao unutar male kolonije Parsija i bio je strogo zatvoren za strance. Džamšedžin otac je želeo da bude deo ovog posla, pa je poslao Džamšedži Tatu u Kinu kako bi naučio o poslovanju u tamošnjem okruženju i detaljima trgovine opijumom. Međutim, kada je Tata putovao po Kini, počeo je da uviđa da trgovina pamučnom proizvodima cveta i da postoji mogućnost da se ostvari veliki profit. To je uticalo na njegovu poslovnu karijeru, jer je najviše investirao u predionice pamuka tokom svog života.
Trgovina opijumom je uglavnom bila ograničena. Tata je vršio mnoga putovanja u inostranstvo, uglavnom u Englesku, Ameriku, Evropu, Kinu i Japan kako bi osnovao filijale za posao svog oca.

## Poslovanje
Tata je radio u očevoj kompaniji do svoje 29. godine. On je osnovao trgovačku kompaniju 1868. sa kapitalom od ₹21.000 (što je po kursu iz 2015. godine vredno 52 miliona dolara). On je kupio je propalu uljaru u Činčpokliju 1869. godine i pretvorio je u postrojenje za preradu pamuka, koji je preimenovao u Aleksandra Mil. On je prodao je to postrojenje dve godine kasnije uz profit. Kasnije, 1874. godine, Džamšedži Tata je pokrenuo kompaniju za predenje, tkanje i proizvodnju u Centralnoj Indiji u Nagpuru, jer mu se činilo da je to pogodno mesto za osnivanje svog drugog poslovnog poduhvata. Zbog ove nekonvencionalne lokacije, ljudi iz Bombaja su prezirali Tatu što nije preduzeo razuman potez tako bi pokrenuo posao s pamukom u Bombaju, poznatom kao „pamučni polis” Indije. Oni nisu razumeli zašto je otišao u nerazvijeni grad Nagpur da započne novi posao.
Međutim, Tatin izbor Nagpura doveo je do njegovog uspeha. Za razliku od Bombaja, zemljište u Nagpuru je bilo jeftino i bilo je lako dostupno za resurse. Poljoprivrednih proizvoda je bilo u izobilju, distribucija je bila laka, a jeftina zemlja je kasnije dovela do spajanja železnica u Nagpuru, što je dodatno razvilo grad. Ubrzo nakon toga, 1877. godine, Tata je osnovao novu fabriku pamuka, „Empres Mil“ kada je kraljica Viktorija proglašena za caricu Indije 1. januara 1877. godine.
On je imao četiri cilja u životu: osnivanje kompanije za gvožđe i čelik, institucije za učenje svetske klase, jedinstvenog hotela i hidroelektrane. Samo je hotel postao stvarnost tokom njegovog života, sa inauguracijom hotela Tadž Mahal na obali Kolabe u Mumbaju 3. decembra 1903. po ceni od ₹11 miliona (po kursu iz 2015. vrednih ₹11 milijardi). U to vreme, to je bio jedini hotel u Indiji koji je imao struju.
Godine 1885, Tata je pokrenuo drugu kompaniju u Pondičeriju sa isključivom svrhom da distribuira indijski tekstil u obližnje francuske kolonije i da ne mora da plaća dažbine; međutim, ovo nije uspelo zbog nedovoljne potražnje za tkaninama. To je dovelo do toga da je kupio Daramsi Mils u Kurli u Bombaju i kasnije ga preprodao da kupi Advans Mils u Ahmedabadu. Tata ga je nazvao Advans Mils, jer je u to vreme bio jedno od najsavremenijih postrojenja. Pored svoje tehnologije, kompanija je ostavila veliki uticaj na grad Ahmedabad, jer se Tata potrudio da integriše fabriku u grad kako bi obezbedio ekonomski rast njihovoj zajednici. Kroz ove brojne doprinose, Tata je unapredio industriju tekstila i pamuka u Indiji. Džamšedži Tata je i u kasnijim fazama života nastavio da bude važna ličnost u industrijskom svetu. Kasnije je Tata postao snažan pristalica svadešizma.
Svadeši pokret je započeo tek 1905. godine; međutim, Tata je zastupao te iste principe sve vreme dok je bio živ. Svadeši je bio politički pokret u Britanskoj Indiji koji je podsticao proizvodnju domaće robe i bojkot uvozne robe. Potpuno impresioniran njegovim principima, Tata je svoju novu fabriku pamuka izgrađenu u Bombaju nazvao „Svadeši mlin“. Prvobitna ideja za ovo postrojenje bila je proizvodnja finije tkanine, poput one koja dolazi iz Mančestera. Mančester je bio poznat po proizvodnji mekše tkanine, a grubi materijali proizvedeni u Indiji više nisu bili preferirani u javnosti.
Tata je želeo da proizvodi tkanine kvaliteta uporedivog sa mančesterskim tkaninama u pokušaju da smanji količinu uvoza iz inostranstva. On je imao viziju da Indija bude primarni proizvođač svih vrsta tkanina i da na kraju postane izvoznik. On je želeo da Indija bude jedini proizvođač finih tkanina po kojima su bili poznati primitivni indijski tkalci. Tata je počeo da eksperimentiše sa različitim načinima da poboljša kultivaciju pamuka koji se uzgaja u različitim delovima Indije. On je verovao da će usvajanje metode uzgoja koju su koristili egipatski rajoti, koji su bili poznati po svom mekom pamuku, omogućiti industriji pamuka u Indiji da postigne ove ciljeve. Tata je prvi uveo prstenasto vreteno u svoje fabrike, koje je ubrzo zamenilo drozdove koji su nekada koristili za proizvodnju.
Rad njegovih naslednika doveo je do ostvarenja tri preostale ideje:
- Tata čelik (ranije TISCO – Tata Iron and Steel Company Limited) je prva azijska i najveća kompanija čelika u Indiji. Ona je postala peta po veličini čeličana na svetu nakon što ju je kupila Korus Grupa koja proizvodi 28 miliona tona čelika godišnje.[13]
- Indijski institut nauke, Bengaluru, eminentna indijska institucija za istraživanje i obrazovanje u nauci i inženjerstvu.
- Tata hidroelektana, preimenovana u Tata Power Company Limited, trenutno najveća privatna elektroenergetska kompanija Indije sa instaliranim proizvodnim kapacitetom od preko 8000 MW.

## Filantropija
Džamšedži je velikodušno donirao uglavnom za obrazovanje i zdravstvo. Fondacija EdelGive i Hjurun istraživanje India su ga proglasili najvećim filantropom prošlog veka.. On je bio na vrhu liste najboljih svetskih filantropa 20. veka sa procenjenom donacijom od 102 milijarde dolara prilagođeno inflaciji.

## Literatura
- R. M. Lala (1. 5. 2006). For the Love of India: The Life and Times of Jamsetji Tata. Penguin Books India. ISBN 978-0-14-306206-6.
- Dinshaw Edulji Wacha (1915). The Life and Life Work of J. N. Tata: With a Portrait. Madras.n